# Raid Pechino-Parigi

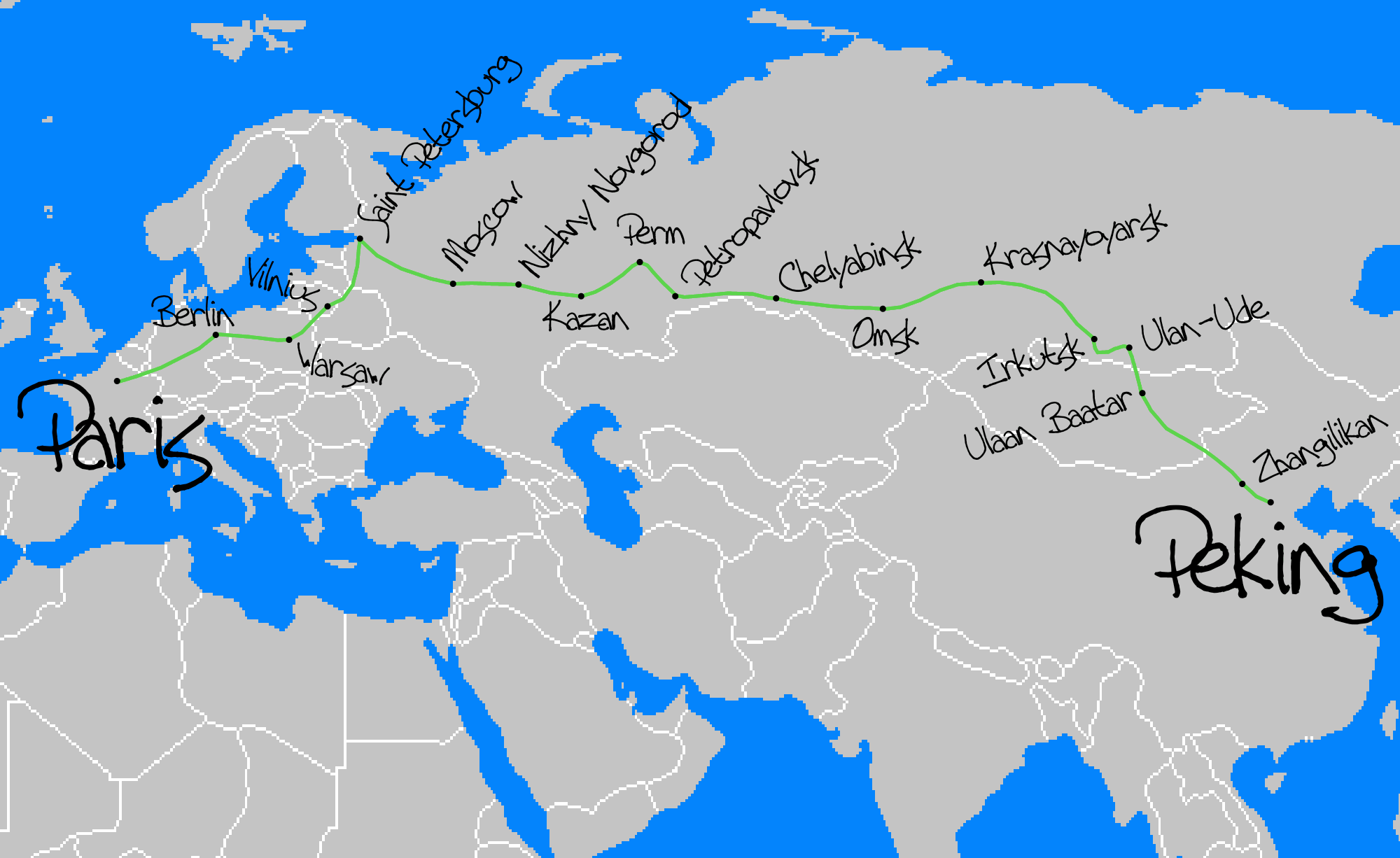
Mappa dell'itinerario

"Pechino-Parigi" fu un raid automobilistico realizzato nel 1907, che portò cinque equipaggi, a bordo di altrettante vetture europee, a tentare di raggiungere Parigi, Francia, partendo da Pechino, Cina, contando esclusivamente sulle forze delle automobili, lungo un itinerario di circa 16 000 chilometri.

## Storia

### L'idea

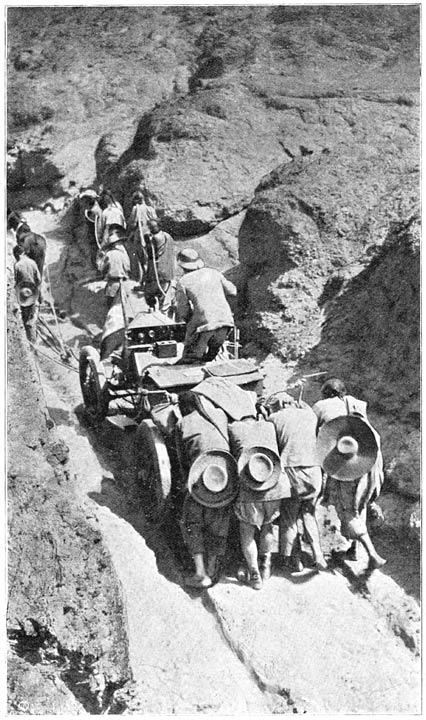
L'Itala spinta dai coolie fra le rocce della Lian-ya-miao, in Cina.

Tutto nacque il 31 gennaio 1907 con un lapidario annuncio sul quotidiano francese Le Matin:
Alla proposta aderirono una quarantina di equipaggi, un po' tutti tra la ricca borghesia e la nobiltà europee, versando la quota di partecipazione di 2 000 franchi che era stata fissata per evitare inutili burle o adesioni prive di convinzione, e che sarebbe stata restituita solo a coloro che si fossero presentati alla partenza. A Pechino, però, si presentarono solo in cinque, un triciclo Contal dalla Francia, due De Dion-Bouton, anch'esse dalla Francia, una Spyker olandese, un'Itala dall'Italia.
È bene considerare che quella che è stata ricordata solo successivamente come “Pechino-Parigi”, non fu una gara di velocità, non vi era alcun premio all'arrivo se non la consapevolezza di essere riusciti in un'impresa epica, né era dato per scontato che anche solo una delle vetture partite da Pechino riuscisse a raggiungere Parigi. Non vi erano regole, non vi era alcun tipo di assistenza ed ogni equipaggio doveva provvedere in autonomia agli aspetti logistici, dai pezzi di ricambio ai rifornimenti di olio e benzina, del tutto assenti lungo il percorso. Anche il percorso stesso non era prefissato, quanto piuttosto obbligato dalla carenza di vie di comunicazione carrozzabili; eppure questo non impedì agli equipaggi di sperimentare diverse divagazioni. Si consideri addirittura che, soprattutto nei primi giorni di viaggio, gli equipaggi tendevano ad attendersi l'un l'altro nelle varie tappe, prima di ripartire per la successiva.

### Il raid

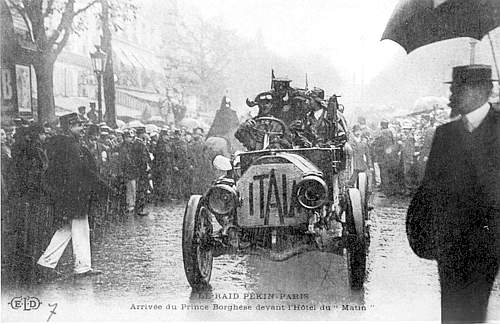
L'arrivo a Parigi.

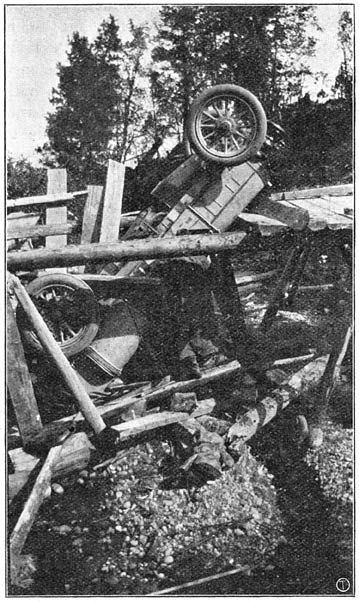
Un vecchio ponte in disuso crolla sotto il peso dell'Itala di Borghese in Transbajkalia.

La partenza era stata fissata per il 10 giugno alle ore 8. Sin dal primo giorno di guida si distinse la superiorità tecnica ed organizzativa dell'equipaggio italiano, composto dal principe Scipione Borghese e dal suo chauffeur Ettore Guizzardi. Insieme con loro vi era anche l'inviato speciale del Corriere della Sera, Luigi Barzini. La preparazione del principe Borghese era stata meticolosissima e sue furono le intuizioni, semplici e geniali, di sostituire i parafanghi dell'Itala con delle assi asportabili, da impiegare come rampe per gli ostacoli, e quella di utilizzare - a differenza di tutte le auto dell'epoca - pneumatici anteriori e posteriori delle stesse dimensioni, così da renderli intercambiabili e ridurre le scorte.
Inoltre, già da prima della partenza da Pechino, sin dalla fase organizzativa del viaggio si era aperta la discussione su quale potesse essere la vettura ideale per una tale impresa e, mentre tutti gli altri partecipanti si erano trovati concordi sulla superiorità del binomio leggerezza/scarsa potenza, Borghese ebbe l'idea di utilizzare un'auto molto più pesante delle altre, ma anche molto più potente. E questa si sarebbe dimostrata un'idea vincente: la combinazione dei 40 cavalli dell'Itala con la sua tonnellata e mezza le consentirà di cavarsi d'impaccio anche nei tratti più duri e di filare veloce dove il tracciato lo consentiva; le De Dion-Bouton, con soli 10 cavalli, persero terreno sin dal primo giorno, la Spyker con i suoi 15 cavalli riuscì ad arrivare seconda, benché con venti giorni di distacco, mentre il triciclo Contal non riuscì a sopravvivere al deserto del Gobi e non arrivò mai a Parigi.

### L'arrivo
Alle quattro e un quarto del 10 agosto 1907 l'equipaggio dell'Itala faceva il suo ingresso trionfale a Parigi, dove l'aspettava uno stuolo di giornalisti, cineoperatori ed una folla festante. La Spyker e le altre due De Dion Bouton giunsero venti giorni dopo. Il triciclo Contal andò perso per sempre nel deserto; il suo equipaggio fu posto in salvo da nomadi mongoli.

## Auto ed equipaggi
All'evento parteciparono cinque auto con i relativi equipaggi:
1. Itala 35/45 HP,[1] del principe Scipione Borghese e guidata da Ettore Guizzardi
2. Spyker, guidata da Charles Godard e Jean du Taillis
3. De Dion-Bouton, guidata da Georges Cormier
4. De Dion-Bouton, guidata da Victor Colignon
5. Contal, triciclo guidato da Auguste Pons

## Aspetti tecnici

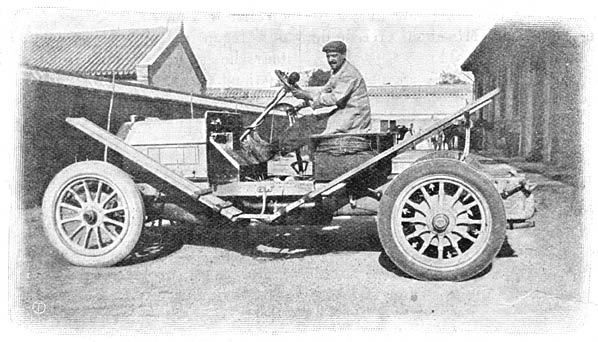
Ettore Guizzardi sull'Itala prima della partenza da Pechino. Si notano due importanti intuizioni di Scipione Borghese che aiutarono nell'impresa: 1) i parafanghi dell'Itala sostituiti con delle assi asportabili, da impiegare come rampe per gli ostacoli, e 2) l'utilizzo, a differenza di tutte le auto dell'epoca, di pneumatici anteriori e posteriori delle stesse dimensioni, così da renderli intercambiabili e ridurre le scorte.

La "Pechino-Parigi" fu tutt'altro che una semplice bizzarria da milionari. Nell'annuncio del Le Matin c'era una grande scommessa tecnologica: l'auto non era ancora considerata che poco più di un mezzo da passeggio o un attrezzo sportivo, ma raccoglieva già degli entusiasti sostenitori, che sentivano il bisogno di affermare che con l'automobile si poteva andare dovunque, che essa poteva divenire un vero e proprio mezzo di spostamento capace di fare concorrenza al treno e ai transatlantici. La cosa non era per nulla scontata e andava dimostrata con un'impresa eccezionale.
Arrivato con alcuni giorni di anticipo a Pechino, Borghese aveva ispezionato una prima parte del percorso a dorso di cammello e a cavallo, misurando con un'asta della stessa lunghezza della carreggiata dell'Itala i passaggi più angusti. Si era occupato personalmente di organizzare gli aspetti logistici nei minimi dettagli: i rifornimenti erano inesistenti e fu necessario prevedere delle stazioni a distanze intermedie, dove depositare i materiali. Da Pechino partirono le carovane cariche di carburante e olio fino alla Mongolia, da Mosca sulla Transiberiana viaggiarono le scorte, posizionate a distanza di settecento chilometri l'una dall'altra lungo tutto l'itinerario russo.

## Aspetti mediatici

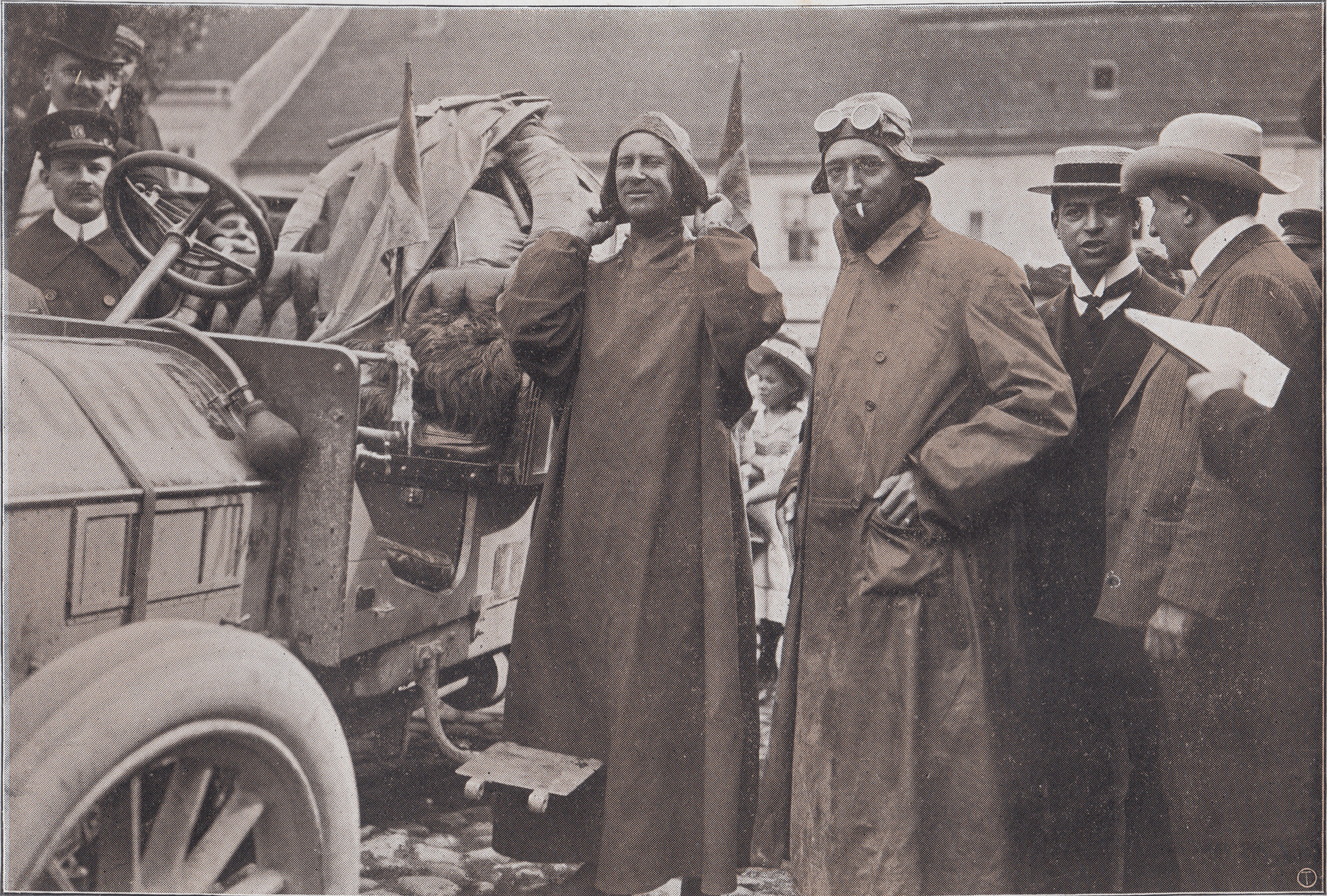
Il principe Scipione Borghese (sin.) con il giornalista Luigi Barzini (des.) al loro arrivo a Berlino.

La "Pechino-Parigi" fu anche un evento di una magnitudine mediatica difficilmente immaginabile per l'epoca. Barzini inviava dispacci al Corriere della Sera e al Daily Telegraph dalle più sperdute stazioni di posta telegrafica nel deserto, messaggi che correvano lungo i pali per migliaia di chilometri rimbalzando tra Pechino, Shanghai, Hong Kong, Singapore, Aden, Malta, Gibilterra, Londra e che impiegavano anche otto o dieci ore ad arrivare in redazione, ma in tempo per l'edizione del mattino sulla quale i lettori potevano gustare "in tempo reale" le avventure dell'Itala.
Durante il loro viaggio si formarono comitati di accoglienza che li attendevano nelle città principali, i ricchi e i nobili facevano a gara per dare loro ospitalità. La notizia del loro passaggio li precedeva alla velocità del telegrafo. Luigi Barzini scrisse al suo ritorno dall'avventura un libro intitolato La metà del mondo vista da un'automobile, che fu edito contemporaneamente in undici lingue, da Praga a Stoccolma, da Parigi a Budapest, e che si continua a ristampare tuttora, caso non comune nella letteratura italiana.

## 2007 viaggio commemorativo del centenario

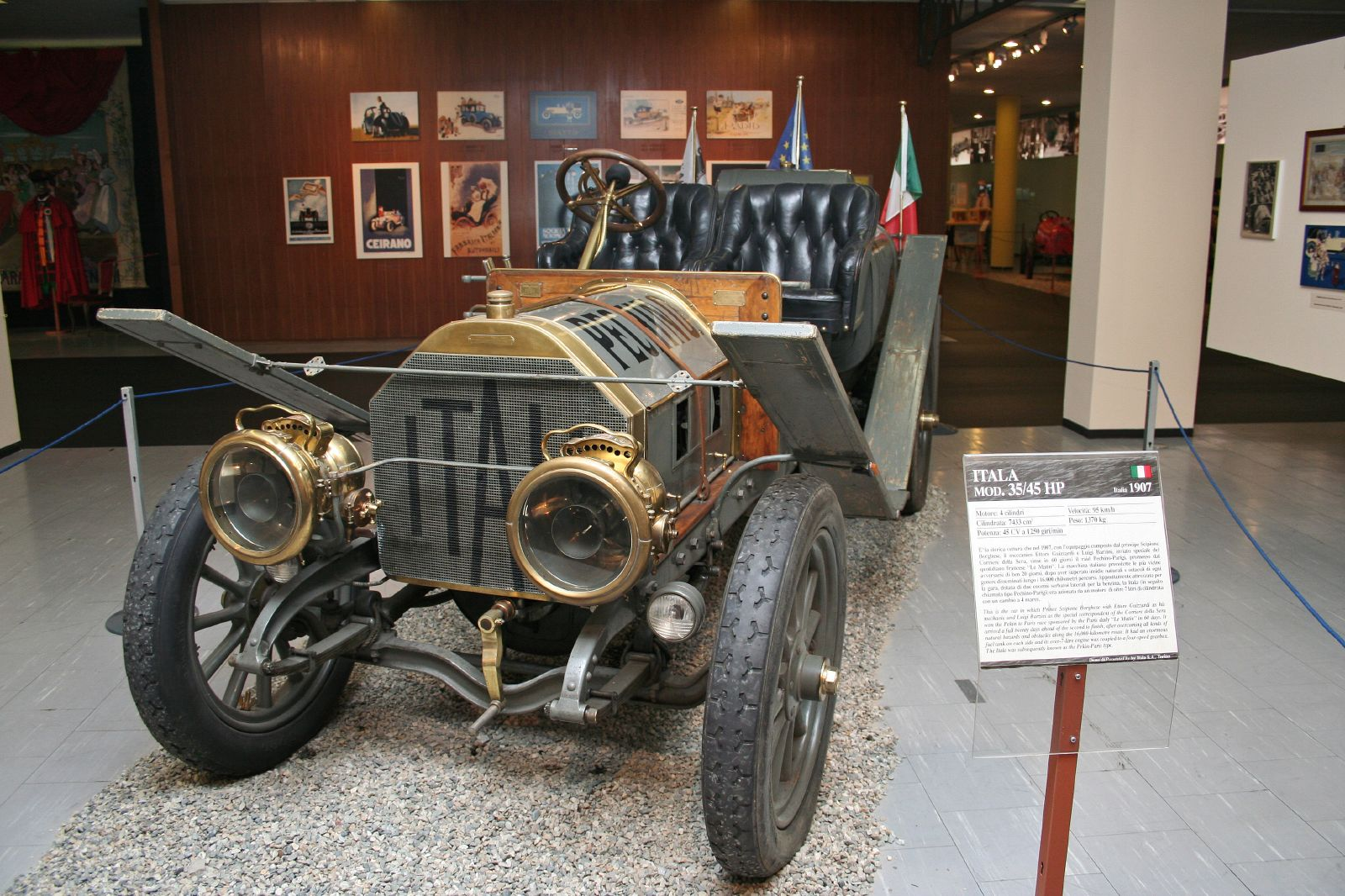
L'Itala al Museo Nazionale dell'Automobile di Torino

L'Itala che partecipò al Raid Pechino-Parigi, perfettamente restaurata e conservata, ha ripercorso l'itinerario del famoso raid nel 2007, dopo cent'anni dalla storica impresa, con la spedizione televisiva italiana Overland. Questo raid è stato raccontato con un documentario trasmesso su Rai 1 nel palinsesto estivo Rai del 2008. L'auto è attualmente conservata presso il Museo dell'automobile di Torino.

## Pechino-Parigi per auto storiche
Ci sono state varie riedizioni della gara, tutte organizzate da Philip Young (Endurance rally association). La prima fu nel 1997 e percorse tutta la Cina, il Tibet (con le auto che per dieci volte superarono valichi di 5.000 metri), Nepal, India, Iran, Turchia, Grecia, Parigi. All'arrivo giunsero una novantina di vetture. In occasione del Centenario, Young riuscì a schierare 130 auto storiche (la più antica era del 1903) e il percorso ricalcò interamente quello originario, Mongolia compresa. Nel 2010 altre 107 vetture partirono da Pechino per un percorso più a sud (dopo la Mongolia e un tratto di Siberia, si toccarono Samarcanda, l'Iran, l'Europa). Nel maggio 2013 sotto la Grande Muraglia si schierarono oltre cento auto storiche. La sesta edizione si disputò dal 12 giugno al 17 luglio 2016 e vide alla partenza 109 equipaggi provenienti da 26 paesi diversi. I sette equipaggi italiani riuscirono a completare il raid e due di essi (Rita e Roberto Chiodi, tredicesimi assoluti; Giancarlo Puddu e Lorenzo Castellini, diciannovesimi) furono premiati con la medaglia d'oro per avere completato prove speciali e controlli orari sempre nel tempo massimo consentito. Terzo degli equipaggi italiani Angelo Cavalli e Gianni Gentile (ventunesimi assoluti e ottavi di categoria) medaglia d'argento. Un'ulteriore edizione si è disputata nel 2019.

## Ambrogio Fogar
In una tappa della gara analoga svoltasi nel 1992 il noto esploratore Ambrogio Fogar ha avuto un gravissimo incidente, ed a causa di questo è rimasto quasi completamente paralizzato.